# Carlos de los Cobos
Carlos de los Cobos Martínez (* 10. Dezember 1958 in Matamoros) ist ein mexikanischer Fußballtrainer und früherer -spieler.

## Spielerkarriere
Carlos de los Cobos war als Spieler ausschließlich in seinem Heimatland Mexiko tätig und spielte von 1977 bis 1994 bei verschiedenen größeren Vereinen, hauptsächlich beim Club América und dem Querétaro Fútbol Club. Mit dem Club América gewann er 1984, 1988 und 1989 die mexikanische Meisterschaft. Weiterhin gewann er mit dem CF Monterrey 1991 den nationalen Pokal sowie zwei Jahre später den CONCACAF Cup Winners’ Cup.

## Nationalmannschaft
Für die Mexikanische Fußballnationalmannschaft spielte de los Cobos von 1983 bis 1986. Er gehörte unter anderem zum Kader bei der Fußball-Weltmeisterschaft 1986 im eigenen Land. Bei dieser WM kam er in 3 von 5 Spielen zum Einsatz.

## Trainerkarriere
Seine Trainerkarriere begann Carlos de los Cobos dort, wo er als Spieler aufgehört hatte, beim Querétaro Fútbol Club. Weiterhin trainierte er die Mannschaften von UANL Tigres und den Vereinen Club América, Celaya Fútbol Club und CD Irapuato. 2006 ging der Mexikaner erstmals ins Ausland um den CD FAS zu trainieren. Kurze Zeit später wurde er Chefcoach der Fußballnationalmannschaft von El Salvador, die zu diesem Zeitpunkt seit fast zwei Jahren kein Spiel mehr gewonnen hatte. Unter de los Cobos' Regie gelang dem Team der höchste Sieg der Verbandsgeschichte mit einem 12:0 gegen die Fußballnationalmannschaft von Anguilla am 6. Februar 2008. In der Qualifikation zur Fußball-Weltmeisterschaft 2010 erreichte er mit seiner Mannschaft mittlerweile die Endrunde. Dort schied El Salvador nach einem 5. Platz aus und konnte sich nicht für WM 2010 qualifizieren. Am 14. Dezember 2009 erklärte de los Cobos, dass er nach Ablauf seines Vertrages nicht weiter zur Verfügung stehen wird. Als Grund führte er fehlende Motivation seinerseits an.
Am 8. Januar 2010 wurde Carlos de los Cobos neuer Trainer des Major-League-Soccer-Franchise Chicago Fire. Am 30. Mai 2011 wurde er von dem MLS-Franchise entlassen und durch Frank Klopas ersetzt. Im Jahr 2012 trainierte er kurzzeitig den Querétaro Fútbol Club in seinem Heimatland Mexiko. Nach einem weiteren Kurzengagement bei Cafetaleros de Tapachula im Jahr 2015 war de los Cobos zwischen 2018 und 2021 erneut Nationaltrainer El Salvadors.

## Erfolge
- als Spieler:
  - Mexikanischer Meister: 1984, 1988 und 1989 (mit dem Club América)
  - Mexikanischer Supercup: 1988 und 1989 (mit dem Club América)
  - Mexikanischer Pokalsieger: 1991 (mit dem CF Monterrey)
  - CONCACAF Cup Winners’ Cup: 1993 (mit dem CF Monterrey)